# کلیسای هوهانس مقدس (لرناپات)
کلیسای هوهانس مقدس (ارمنی: եկեղեցի؛ انگلیسی: Lernapat) یک کلیسا متعلق به کلیسای حواری ارمنی واقع در شهر لرناپات، استان لوری ارمنستان می‌باشد. ساخت و ساز این ساختمان در سده ۱۸ام میلادی؛ به پایان رسید. این بنا به سبک معماری ارمنی طراحی شده است.